# Christian Andreas Schleisner

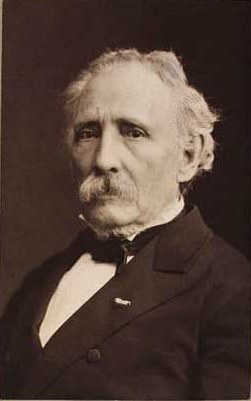
Christian Andreas Schleisner

Christian Andreas Schleisner (* 2. November 1810 in Kongens Lyngby; † 13. Juli 1882 in Kopenhagen) war ein dänischer Maler.

## Leben
Schleisner war der Sohn des Textilfabrikanten Gottlieb Gabriel Schleisner († 1870) und Christiane, geb. Grüner. Sein jüngerer Bruder war der Mediziner Peter Anton Schleisner.
Schleisner weilte 12 Jahre an der Kunstakademie bei Christian Albrecht Jensen und Johann Ludwig Lund. 1841 ging er mit staatlichem Stipendium für zwei Jahre zum Studium nach München. 1842 heiratete er die Tochter Julie Jacobine des Möbelhändlers Jens Bastrup. 1858 wurde er zum Professor an der Kopenhagener Akademie ernannt. 1880 wurde er Ritter des Dannebrogordens. Er wurde auf dem Holmens Kirkegård im Kopenhagener Stadtteil Østerbro begraben.
Zwei seiner besten Arbeiten, Scene i Brokkens Bod (1847) und Kobbersmeddens Værksted (1859) wurden von der Nationalgalerie erworben. Er porträtierte den Anatomen Ib Pedersen Ibsen (1801–1862), den Theatermaler Christian Ferdinand Christensen (1805–1883), den Juristen Jacob Just Gudenrath (1758–1825), den Pastor Andreas Christian Pontoppidan (1812–1892) und den dänischen Patrioten Hans Andersen Krüger (1816–1881).

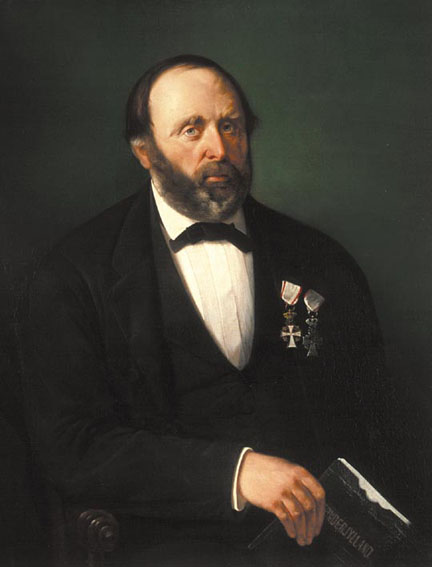
Hans Andersen Krüger
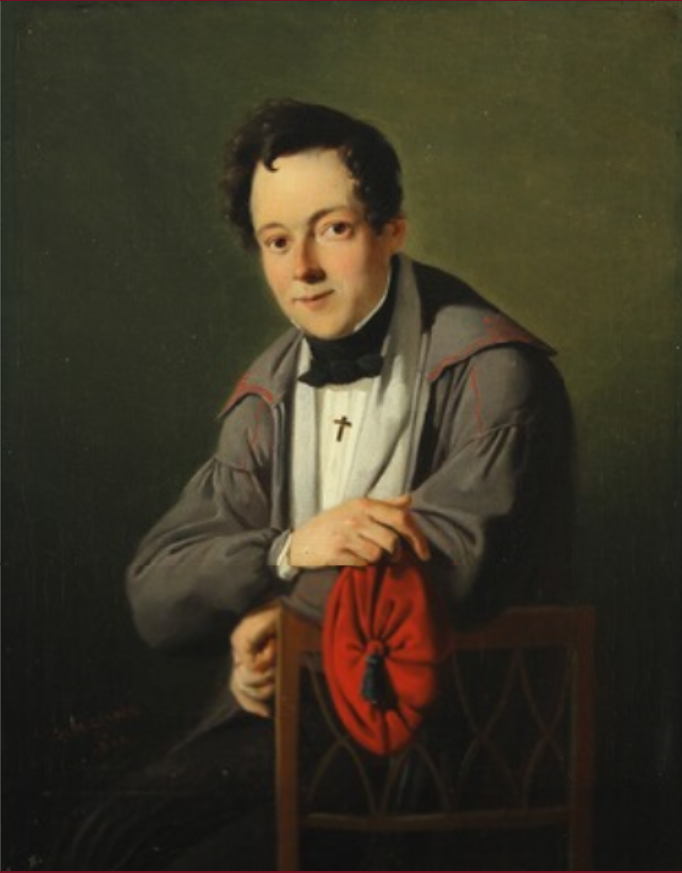
Christian Ferdinand Christensen